# Renato Ibarra
Alex Renato Ibarra Mina (legismertebb nevén Renato Ibarra; Ambuquí, 1991. január 20. –) egy afrikai származású ecuadori labdarúgó. 2016-tól a mexikói Club América középpályása.

## Pályafutása
Hazájában, az El Nacionalban kezdte pályafutását, majd 2011-től 2016-ig a holland Vitesse játékosa volt. 2016-ban a mexikói Américához igazolt.
Az ecuadori válogatottal részt vett a 2014-es labdarúgó-világbajnokságon is.